# Joy Division
Joy Division a fost o formație post-punk din Anglia.
Formația, care s-a numit inițial Warsaw, și-a început activitatea în 1976 în orașul Salford, de lângă Manchester, Marea Britanie. Componența era: Ian Curtis, vocalist/chitară ritmică, Bernard Sumner, chitară/clape, Peter Hook, chitară bas/vocalist de fundal, și Stephen Morris la baterie. După sinuciderea lui Ian Curtis, formația a continuat sub numele "New Order".

## Unknown Pleasures
A fost lansat în iunie 1979. Single-ul "Transmission", cântec care nu apare pe album, a fost lansat pe piață în luna noiembrie a aceluiași an.

## Closer
Folosindu-l din nou pe Martin Hannett ca producător, formația a înregistrat al doilea album, Closer, în martie la "Britannia Row Studios".

## Decesul lui Curtis
S-a sinucis pe data de 18 mai 1980 prin spânzurare.
Joy Division se înțeleseseră că dacă vreun membru părăsește trupa, ceilalți membri nu vor mai folosi numele "Joy Division" sau cântece legate de acest nume. De aceea trupa s-a rebotezat în "New Order," mai întâi activând ca trio, apoi co-optând-o pe Gillian Gilbert, prietena lui Morris, la clape și chitară.

## Discografie

### Albume de studio
- Unknown Pleasures (iunie 1979)
- Closer (18 iulie 1980)

### Albume din concert
- Preston 28 February 1980 (22 iunie 1999)
- Les Bains Douhes 18 December 1979 (aprilie 2001)
- Fractured Box (august 2001)
- Re-fractured Box (ianuarie 2004)

### Compilații
- Still (8 octombrie 1981)
- Substance (11 iulie 1988)
- The Peel Sessions (septembrie 1990)
- Varșovia (1994)
- Permanent (iunie 1995)
- Heart and Soul (decembrie 1997)
- Joy Division The Complete BBC Recordings (septembrie 2000)
- Martin Hannett's Personal Mixes (iunie 2007)
- Let the Movie Begin (iulie 2007)
- The Best of Joy Division (24 martie 2008)
- +- Singles 1978-80 (3 decembrie 2010)

### EP-uri
- An Ideal for Living (3 iunie 1978)
- The Peel Sessions (noiembrie 1986)
- The Peel Sessions (septembrie 1987)